# Aeropelican Air Services

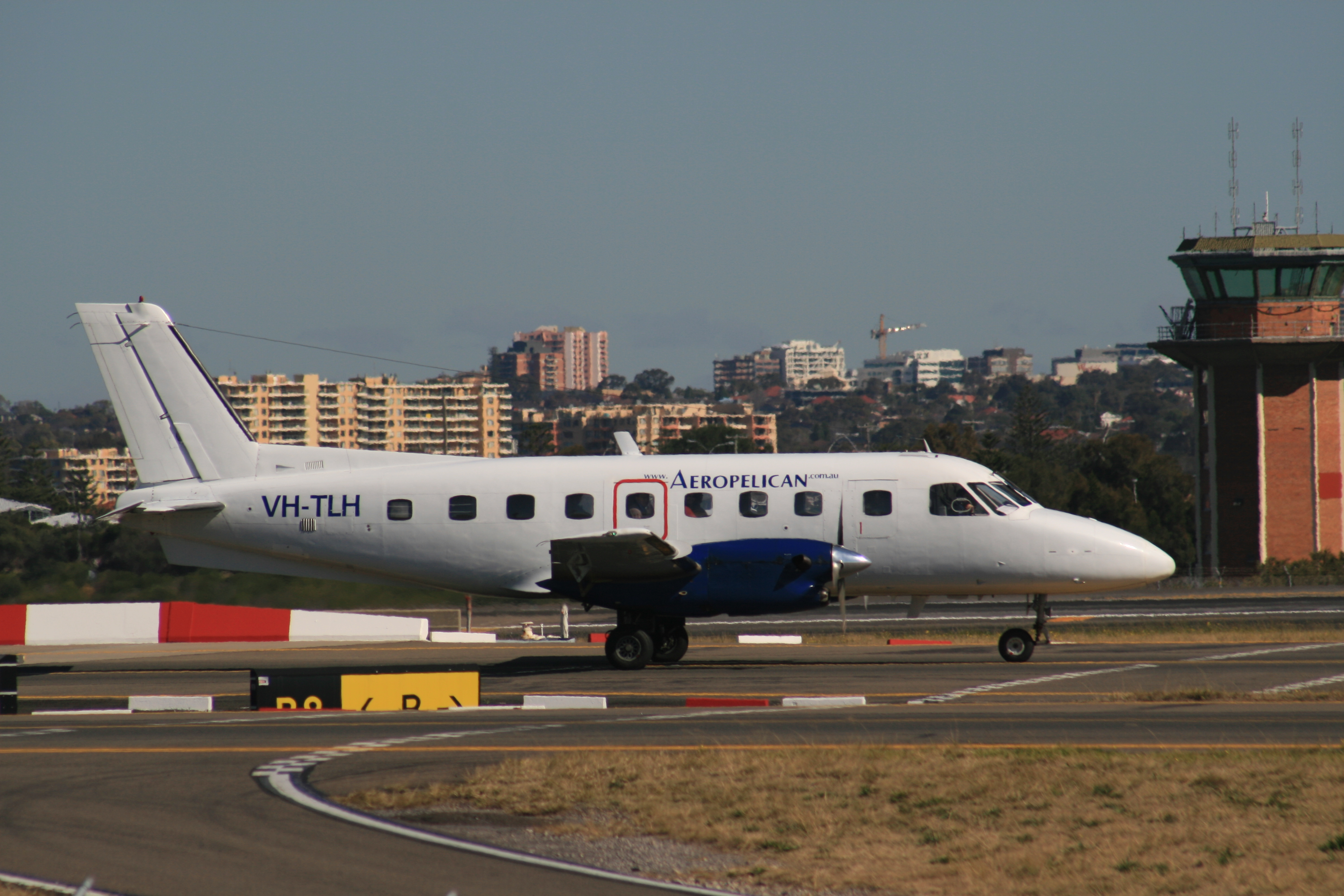
Avion Embraer EMB 110 de la compagnie Aeropelican Air Services

Aeropelican Air Services est une compagnie aérienne, basée à Belmont en Nouvelle-Galles-du-Sud en Australie opérant entre 1968 et 2013. C'est une compagnie qui assure les correspondances avec 13 vols directs vers et à partir de Sydney (8 le week-end) dans les années 2000.

## Code aviation
- AITA : OT
- OACI : PEL
- nom d'appel : Aeropelican

## Histoire
Le service aérien fut établi le 23 octobre 1968 et commence ses opérations le 1er juillet 1971. Il opérait à l'origine du service pour la défunte Ansett Australia. En 2004, un Embraer Bandeirate commence le service pour aider les deux Twin Otters déjà utilisés. Aeropelican Air Services est entièrement possession de International Air Part (AIP) Group. Elle est contrainte de cesser ses activités en 2013.

## Destinations
La desserte régulière de Sydney à Belmont et à Newcastle est assurée (en février 2005).

## Flotte
La flotte en date de février 2005 :
- 1 Embraer EMB-110P1 Bandeirante
- 2 DHC-6 Twin Otter Series 320